# Sitio arqueológico de Polizzello

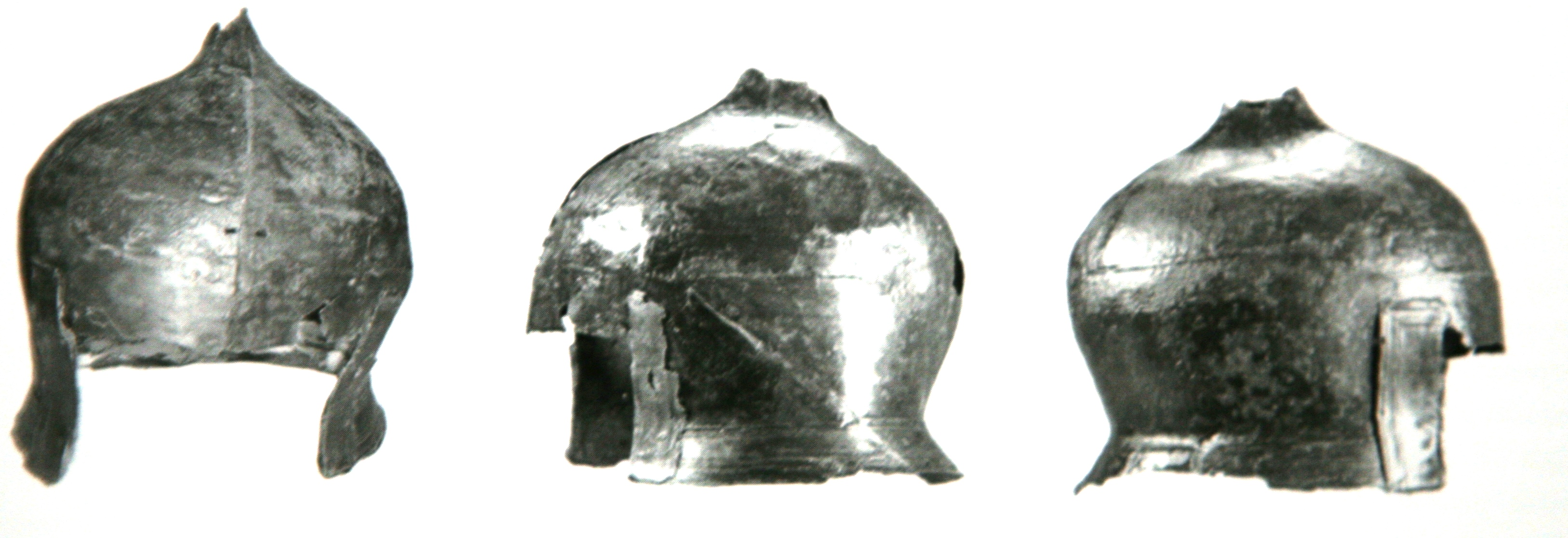
Tres vistas del casco de Polizzello.

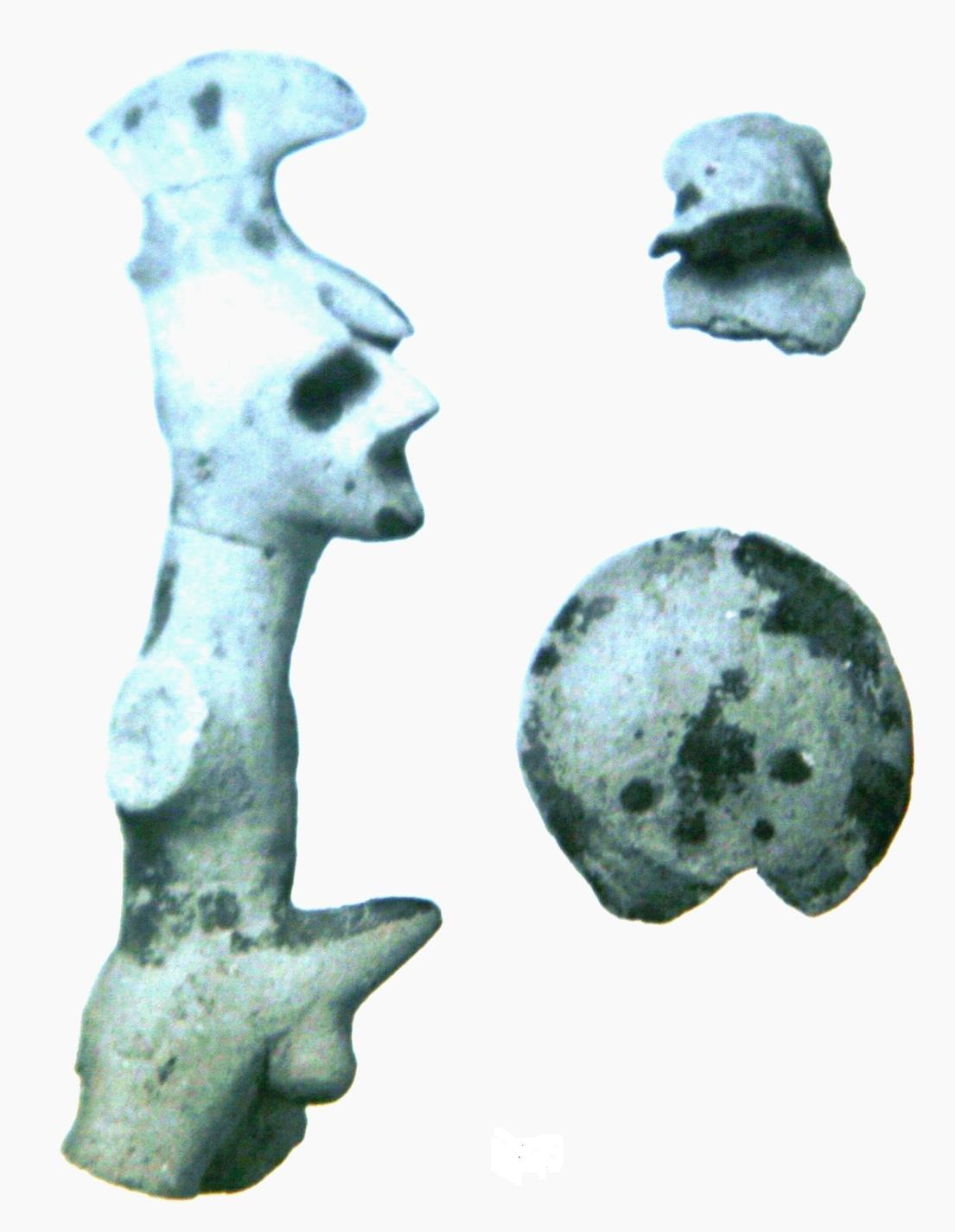
Figurita de arcilla de guerrero con falo erecto (itifálico)

El sitio arqueológico de Polizzello o montaña de Polizzello  fue un sitio arqueológico siciliano que estuvo habitado, probablemente, desde el siglo XI hasta el siglo VI a. C.
El nombre deriva aparentemente del tirano Polyzelus. Según otra tesis, el nombre deriva del griego πολις Ειθηλος (Polizzello), aunque hasta ahora no hay pruebas arqueológicas que puedan indicar la presencia de un asentamiento griego en la zona.
El sitio está situado en una colina a 877 m sobre el nivel del mar y está cerca de Mussomeli en la provincia de Caltanissetta. 
El lugar es ideal para un asentamiento humano por su posición fácilmente defendible y por la presencia de fuentes de agua. Consiste en dos mesetas. En la más pequeña de las dos se encontraba el hogar de la Acrópolis y el lugar del primer asentamiento protohistórico y arcaico; el sitio tiene una orientación este-oeste con un solo acceso desde el este.
Históricamente, el sitio tuvo tres épocas significativas: 
1. Principios de la Edad del Bronce (siglos XIX-XVI a. C.), de esta época quedan algunas tumbas de cámara del período Castelluccio y una cabaña circular con adornos colocados en el lado oriental de la montaña.
2. Siglos XI-IX aC, con la creación de una Acrópolis colocada en la cima de la colina.
3. Siglos VIII-VI a. C., período de máximo desarrollo del centro, del cual se conserva una valla monumental que corre a lo largo del borde de la terraza en la colina y una serie de edificios circulares: un sacelio y otros lugares de culto. Dentro de los edificios se han encontrado artefactos históricos excepcionales, incluido el casco Polizzello una obra cretense y una figura de arcilla de guerrero con falo erecto  (itifálico) llamado: El Guerrero de Polizzello.

- Del siglo V a. C. son los restos de la Casa de Témenos. Este es un edificio residencial con varias habitaciones.

## Otras lecturas
- Rosalba Panvini; Carla Guzzone; Dario Palermo (2009). Polizzello: Scavi del 2004 nell'area del santuario arcaico dell'acropoli. Regione Siciliana - Assessorato dei Beni Culturali, Ambientali e della Pubblica Istruzione Dipartimento dei Beni Culturali, Ambientali, dell’Educazione Permanente, dell’Architettura e dell’Arte Contemporanea. p. 84. ISBN 978-88-6164-132-7.
- Giuseppe Castellana. La Sicilia nel II millennio a.C. Palermo: Salvatore Sciascia Editore. ISBN 88-8241-130-3.
- Jean Huré (2005). Storia della Sicilia dalle origini ai giorni nostri. Brugherio (MI): Brancato Editore. ISBN 88-8031-078-X.
- Salvatore Piccolo. Antiche Pietre. La cultura dei dolmen nella Preistoria della Sicilia sud-orientale. Morrone Editore. ISBN 978-88-902640-7-8.
- Salvatore Spoto (2002). Sicilia antica. Roma: Newton Compton Ed. ISBN 88-8289-750-8.
- Sebastiano Tusa. La Sicilia nella preistoria. Palermo: Sellerio Editore. ISBN 88-389-1440-0.
- Giuseppe Voza. Nel segno dell'antico. Arnaldo Lombardi Editore. ISBN 88-317-2606-4.